# Saint-Romain-de-Monpazier
Saint-Romain-de-Monpazier är en kommun i departementet Dordogne i regionen Nouvelle-Aquitaine i sydvästra Frankrike. Kommunen ligger i kantonen Monpazier som tillhör arrondissementet Bergerac. År 2022 hade Saint-Romain-de-Monpazier 108 invånare.

## Befolkningsutveckling
Antalet invånare i kommunen Saint-Romain-de-Monpazier
Referens:INSEE